# Teletubbies
Teletubbies er en tv-serie for de mindste børn, der blev produceret fra 1997 til 2001 af Ragdoll Productions til BBC. Serien er lavet af Anne Wood og Andrew Davenport og består af 365 afsnit. Optagelserne blev lavet i Warwickshire. 
Serien er en dukkeserie, der følger de fire teletubbies Laa-Laa, Dipsy, Tinky Winky og Po i deres hverdag og daglige gøremål.
"Teletubbies Say Eh-Oh!", en single baseret på seriens kendingsmelodi, kom på førstepladsen på UK Singles Chart i december 1997 og var på Top 75 i 32 uger og solgte over en million eksemplarer.

## Medvirkende

### Tinky Winky (lilla/blå)
(Dave Thompson, Mark Heenehan, Simon Shelton, Hans Henrik Bærentsen): Hankøn. Han er den største af teletubbierne og har en trekantet antenne på hovedet. En særlig ting ved Tinky Winky er at han går rundt med noget der ligner en rød dametaske men som i programmet omtales som en magisk taske. Det har givet anledning til beskyldninger om at serien har homoseksuelle undertoner, idet at det udgør et stereotypisk billede. Han danser også nogle gange ballet iført Laa-Laas skørt.

### Dipsy (grøn)
(John Simmit, Timm Mehrens): Hankøn. Han har en lige antenne på hovedet. Hans yndlingsting er en sort-hvid hat i et mønster lidt a la en ko. Dipsy er den mest stædige af Teletubbierne og går nogle gange imod Teletubbiernes fælles beslutninger. Er drillesyg og altid ude på sjov. Dipsy ansigt er tydeligt mørkere end de andre Teletubbier.

### Laa-Laa (gul)
(Nikky Smedley, Louise Engell): Hunkøn. Hun har en krøllet/snoet antenne på hovedet. Går meget op i, at alle har det godt. Hun er den af Teletubbierne der er bedst til at synge, lidt af en "Drama queen" men også en mor-type. Hendes yndlingsting er en stor orange hoppebold som er næsten lige så stor som hende selv. Desuden render hun tit rundt med et tylskørt, som Tinky Winky også låner.

### Po (rød)
(Pui Fan Lee, Marie Schjeldal): Hunkøn. Hendes antenne er kort med en cirkel på toppen. Po er den mindste af alle Teletubbierne, den der altid skal passes på af de andre Teletubbies og den der oftest kommer til at lave noget forkert. Hendes yndlingsting er hendes løbehjul. Af alle Teletubbierne er hun den seerne oftest følger. Hun taler lidt kinesisk.

### Noo-Noo
Noo-Noo ligner en blå støvsuger og gør rent og laver mad.

### Bjørnen
En meget fjollet bjørne agtig én som kan lide at drille Løven.
Indtales stemme af Penelope Keith, (dansk stemme, Anne Lorentzen)

### Løven
En meget uhyggelig løveagtig én som kan lide at skræmme og fange bjørnen.
Indtales stemme af Eric Sykes, (dansk stemme, Torben Sekov)

## Andre stemmer
- Engelsk: Tim Whitnall (fortælleren), Toyah Willcox, Eric Sykes, Mark Heenehan, Penelope Keith.
- Dansk: Torben Sekov, Peter Zhelder, Anne Lorentzen, Laura Aller Jonasdottir, Johannes Bjergfelt.

| Fjernsyn | Spire Denne artikel om et tv-program er en spire som bør udbygges. Du er velkommen til at hjælpe Wikipedia ved at udvide den. |

52°7′31″N 1°42′12″V / 52.12528°N 1.70333°V